# Émile Lahoud
Émile Jamil Lahoud (arab. اميل لحود, ur. 12 stycznia 1936 w Bejrucie) – generał, prezydent Libanu w latach 1998–2007, Maronita. Uważany za polityka prosyryjskiego, a miejscami nawet za marionetkę w rękach ówczesnego prezydenta tego kraju Baszara al-Assada (podobnie jak wcześniej Hafiza al-Assada). W 2004 roku został odznaczony Krzyżem Wielkim Orderu Zasługi Rzeczypospolitej Polskiej.

## Rodzina
Lahoud jest synem generała Jamila Lahouda (1901–1983), jednego z przywódców libańskiego ruchu niepodległościowego w okresie francuskiego kolonializmu. Jego matka była z pochodzenia Ormianką. Jest żonaty z Andrée Lahoud, z którą ma troje dzieci: Carine (żonę Eliasa Murra), Emila i Ralpha.